# Adansonia sect. Brevitubae
Adansonia sect. Brevitubae ist eine Sektion aus der Pflanzengattung der Affenbrotbäume (Adansonia) in der Familie der Malvengewächse (Malvaceae).

## Beschreibung
Die zur Sektion Brevitubae gehörenden Arten sind große Laubbäume mit gewaltigen zylindrischen oder konischen Stämmen und flach-gekappten Kronen.
Die eiförmigen Blütenknospen sind braun oder grün und zwei- bis dreimal länger als breit. Die Blüten sitzen an kurzen, aufrechten Blütenstielen. Die weißen, verkehrt lanzettlichen Kronblätter sind etwa fünfmal länger als breit. Das Androeceum ist weiß. Die staminate Röhre ist etwa 1 Zentimeter lang, hat einen Durchmesser von 1,5 Zentimetern und enthält 600 bis 1100, 3 bis 7 Zentimeter lange freie Staubfäden. 
Die Blüten erscheinen während der Trockenzeit von Mai bis August. 
Die Früchte sind länglich, eiförmig bis fast kugelförmig mit einer rötlichbraunen Behaarung und einer dünnen Fruchtwand. Die nierenförmigen, nicht abgeflachten Samen sind 12 bis 20 Millimeter groß. Die Keimung erfolgt kryptokotylar, das heißt die Keimblätter verbleiben innerhalb des Samenkorns und nehmen dessen Reserven, das so genannte Endosperm.

## Systematik und Verbreitung
Zu Sektion Brevitubae gehören die beiden auf Madagaskar verbreiteten Arten:
- Adansonia grandidieri Baill.
- Adansonia suarezensis H.Perrier

## Nachweise